# Bicyclus sylvicolus
Bicyclus sylvicolus är en fjärilsart som beskrevs av Condamin 1961. Bicyclus sylvicolus ingår i släktet Bicyclus och familjen praktfjärilar. Inga underarter finns listade i Catalogue of Life.